# もちうさぎ
もちうさぎ（4月20日 - ）は、日本の漫画家。東京都出身。血液型はA型。
主に『ちゃお』（小学館）で執筆している。「まじかる☆フレンド」で、デビュー。

## 作品リスト
- 恋悪魔♥MOMO
- ことり♪ファミリア〜マフィアなご主人様〜
- なないろ♥チェンジ